# Pulau Kalimanting
Pulau Kalimanting is een bestuurslaag in het regentschap Kuantan Singingi van de provincie Riau, Indonesië. Pulau Kalimanting telt 418 inwoners (volkstelling 2010).